# Plays Original Music
Plays Original Music je studijski album Tone Janša Quinteta in sexteta, ki je izšel leta 1998 pri založbi ZKP RTV Slovenija. Album je bil posnet junija 1998 v Studiu 14 Radia Slovenija.

## Seznam skladb
Avtor vseh kompozicij je Tone Janša.
| Št. | Naslov                   | Dolžina |
| --- | ------------------------ | ------- |
| 1.  | „Together Again‟         | 5:36    |
| 2.  | „Happy Change‟           | 7:29    |
| 3.  | „Mea Parvitas‟           | 8:33    |
| 4.  | „Sleeky Slap‟            | 7:36    |
| 5.  | „Morning Savannah Dance‟ | 5:26    |
| 6.  | „Korinthos Blues‟        | 6:45    |
| 7.  | „Featherlike‟            | 6:41    |
| 8.  | „Track‟                  | 7:02    |
| 9.  | „Stymi‟                  | 5:14    |
| 10. | „Bellevue‟               | 6:27    |

## Zasedba
- Tone Janša – tenor saksofon, sopran saksofon, flavta
- Dominik Krajnčan – trobenta
- Dejan Pečenko – klavir
- Lado Rebrek – bas
- Aleš Rendla – bobni

Gost
- Primož Grašič – kitara (2, 4, 6, 8, 10)

## Produkcija
- Producent: Primož Grašič
- Tonski mojster: Jani Luznar
- Tisk: Partner graf, Grosuplje